# Lyne Bessette
Lyne Hélène Bessette (Cowansville, 10 marzo 1975) è un'ex ciclista su strada e ciclocrossista canadese, quattro volte campionessa nazionale sia su strada che nel ciclocross.

## Carriera
Iniziò a gareggiare nella massima categoria su strada nel 1996, e nel 1998 si aggiudicò la prova in linea ai Giochi del Commonwealth di Kuala Lumpur. Passò al professionismo nel 1999: in quell'anno vinse il prestigioso Tour de l'Aude. L'anno successivo partecipò ai Giochi olimpici di Sydney, e nel 2001 riconquistò il Tour de l'Aude vincendo anche il Women's Challenge. Nel 2004 partecipò anche ai Giochi olimpici di Atene.
Oltre al ciclismo su strada Bessette ha anche praticato il ciclocross e il mountain biking; nel 2005 vinse il titolo nazionale di ciclocross all'Hardwood Hills Mountain Bike Centre, a nord di Toronto, mentre l'anno successivo si piazzò decima al Campionato del mondo di ciclocross di Zeddam. Altri risultati degni di nota sempre nel 2006 sono stati un secondo posto alla gara internazionale di Pétange (Lussemburgo) e due terzi posti nell'ottava (Hooglede-Gits, Belgio) e nella nona prova di Coppa del mondo di ciclocross (Liévin).
Si è ritirata dalle competizioni su strada nel 2007, gareggiando quindi esclusivamente nel ciclocross fino al 2013.

## Palmarès

### Strada
- 1998

Giochi del Commonwealth, Prova in linea
- 1999

Classifica generale Redlands Classic
Classifica generale Tour of Willamette
Classifica generale Tour de l'Aude
1ª tappa Fitchburg Longsjo Classic
3ª tappa Fitchburg Longsjo Classic
Classifica generale Fitchburg Longsjo Classic
2ª tappa Grand Prix du Québec
3ª tappa Grand Prix du Québec
5ª tappa Grand Prix du Québec
- 2000

1ª tappa Tour of Willamette
3ª tappa Fitchburg Longsjo Classic
Classifica generale Fitchburg Longsjo Classic
3ª tappa Tour de Toona
5ª tappa Tour de Toona
Classifica generale Tour de Toona
3ª tappa Grand Prix du Québec
- 2001

Classifica generale Tour de l'Aude
4ª tappa Women's Challenge
9ª tappa Women's Challenge
11ª tappa Women's Challenge
Classifica generale Women's Challenge
1ª tappa Fitchburg Longsjo Classic
Classifica generale Fitchburg Longsjo Classic
Campionati canadesi, Prova in linea
Campionati canadesi, Prova a cronometro
2ª tappa Tour de Toona
3ª tappa Grand Prix du Canada
4ª tappa Grand Prix du Canada
Classifica generale McLane Pacific Grand Prix
- 2002

2ª tappa Redlands Classic
4ª tappa Sea Otter Classic
Classifica generale Sea Otter Classic
1ª tappa Fitchburg Longsjo Classic
2ª tappa Fitchburg Longsjo Classic
2ª tappa Fitchburg Longsjo Classic
Classifica generale Fitchburg Longsjo Classic
1ª tappa Solano Classic
2ª tappa McLane Pacific Grand Prix
- 2003

3ª tappa Pomona Valley Stage Race
3ª tappa Sea Otter Classic
2ª tappa Tour de l'Aude
Liberty Classic
5ª tappa Nature Valley Grand Prix
Campionati canadesi, Prova a cronometro
2ª tappa Cascade Classic
3ª tappa Cascade Classic
5ª tappa Cascade Classic
6ª tappa Cascade Classic
Classifica generale Cascade Classic
3ª tappa Tour de Toona
Classifica generale Tour de Toona
Prologo Grand Prix du Canada (cronometro)
- 2004

Classifica generale Pomona Valley Stage Race
2ª tappa Redlands Classic
Classifica generale Redlands Classic
1ª tappa Sea Otter Classic
2ª tappa Sea Otter Classic
Classifica generale Sea Otter Classic
1ª tappa Nature Valley Grand Prix
Classifica generale Nature Valley Grand Prix
1ª tappa Solano Classic
Campionati canadesi, Prova in linea
1ª tappa Tour de Toona
6ª tappa Tour de Toona
Classifica generale Tour de Toona

### Ciclocross
- 2001-2002

Grand Prix of Gloucester
Chameleon Cup in Landisville
Campionati canadesi
Cyclo-cross International de Nommay
- 2002-2003

Northwest Cyclo-cross Challenge
Campionati canadesi
- 2005-2006

Redmond Cyclo-cross
Portland Cyclo-cross
Tacoma Cyclo-cross
New Gloucester Cyclo-cross
Granogue Cyclo-cross
Wissahickon Cyclo-cross
Grand Prix of Gloucester #1
Grand Prix of Gloucester #2
Campionati canadesi
Aurora Cyclo-cross
Farmington Cyclo-cross
Cycle-Smart International in Northampton
Watsonville Cyclo-cross
Baystate Cyclo-cross in Sterling
- 2006-2007

Southampton Cyclo-cross #1
Southampton Cyclo-cross #2
Campionati canadesi
Grand Prix of Gloucester
New Gloucester Cyclo-cross #1
New Gloucester Cyclo-cross #2
Baystate Cyclo-cross in Sterling
South Kigston Cyclo-cross
Warwick Cyclo-cross
- 2007-2008

Las Vegas Cyclo-cross
Grand Prix of Gloucester #1
Grand Prix of Gloucester #2
Farmington Cyclo-cross
Cycle-Smart International in Northampton
Warwick Cyclo-cross

## Piazzamenti

### Competizioni mondiali
- Campionati del mondo su strada

Valkenburg 1998 - Cronometro Elite: 29ª
Verona 1999 - Cronometro Elite: 20ª
Verona 1999 - In linea Elite: 13ª
Zolder 2002 - Cronometro Elite: 22ª
Hamilton 2003 - In linea Elite: 17ª
Verona 2004 - In linea Elite: 14ª
- Campionati del mondo di ciclocross

Monopoli 2003 - Elite: 18ª
Zeddam 2006 - Elite: 10ª
- Giochi olimpici

Sydney 2000 - In linea: 22ª
Atene 2004 - In linea: ritirata
Atene 2004 - Cronometro: 16ª